# Мануель Есківель
Мануель Еківель (англ. Manuel Esquivel; 2 травня 1940 — 10 лютого 2022) — політик Белізу. Лідер Об'єднаної демократичної партії, займав пост прем'єр-міністра країни у 1984–1989 та 1993–1998 роках.

## Біографія
Есківель народився у Белізі, коли він був ще столицею колонії, вивчав фізику в Університеті Нового Орлеана. Після цього закінчив аспірантуру з фізики у Бристольському університеті, Англія.
Після того, як ОДП здобула перемогу на виборах 2008 року, новий прем'єр-міністр, Дін Берроу, призначив його на посаду радника.
Есківель був одружений з Кетлін (Кеті), мав трьох дітей. Дочка Лаура стала членом міської ради від партії батька (з березня 2006 року).
Нагороджений орденом святого Михайла і святого Георгія 2010 року.